# Ocucajea
Ocucajea is een geslacht van uitgestorven basilosauride walvisachtigen uit afzettingen uit het Midden-Eoceen (Bartonien) van zuidelijk Peru, binnen de onderorde Archaeoceti. Deze vroege walvisachtige leefde langs de Pacifische kust van Zuid-Amerika. Ocucajea is bekend van het holotype MUSM 1442, een gedeeltelijk skelet. Het werd verzameld in de Archaeocete Valley-vindplaats uit de Paracasformatie van het Pisco-bekken, ongeveer 40,4 tot 37,2 miljoen jaar geleden.
Het geslacht is vernoemd naar de stad Ocucaje in de provincie Ica in de buurt van de typelocatie, en de soortaanduiding verwijst naar José Luis Pickling Zolezzi, natuuronderzoeker, kunstenaar en een belangrijke bijdrager aan de Peruaanse paleontologie.

## Fossiele vondst
Het enige fossiel van Ocucajea is gevonden in de Paracas-groep in het Pisco-bekken in Peru en dateert van ongeveer 42 miljoen jaar geleden. MUSM-1442 is een gedeeltelijk skelet met een gedeelte van de schedel. In dezelfde afzettingen zijn fossielen van de verwante Supayacetus, de vierpotige walvisachtige Peregocetus en pinguïns gevonden.

## Kenmerken
Ocucajea was een kleine walvisachtige met een lengte van drie meter, ongeveer het formaat van een tuimelaar en kleiner dan alle andere dorudontines. Hij verschilt van Saghacetus en Dorudon in schedelmorfologie; bij Ocucajea steekt de neus verder naar achteren dan de bovenkaak, en er is geen processus narialis van de frontale zoals bij Saghacetus.